# Retortillo de Soria
Retortillo de Soria település Spanyolországban, Soria tartományban. Retortillo de Soria Bañuelos, Berlanga de Duero, Recuerda, Carrascosa de Abajo, Caracena, Montejo de Tiermes, Campisábalos, Somolinos, Hijes és Miedes de Atienza községekkel határos. Lakosainak száma 130 fő (2024).

## Népesség
A település népessége az elmúlt években az alábbi módon változott:
| Lakosok száma | 238  | 238  | 234  | 198  | 197  | 182  | 169  | 149  | 152  | 130  |
|               | 2001 | 2004 | 2007 | 2009 | 2012 | 2014 | 2017 | 2019 | 2022 | 2024 |